# コパン県
コパン県（Copán）は、18あるホンジュラスの県のひとつである。県都はサンタ・ロサ・デ・コパン（Santa Rosa de Copán）である。
グアテマラから陸路で結ばれている。県内、コパン・ルイナスにあるコパン遺跡は、先コロンブス期のマヤ文明の遺跡として世界的に有名である。

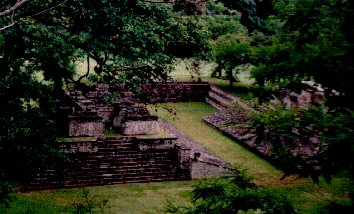
コパン遺跡

## 地勢
- 人口　320,562人（2005年現在）
- 面積　3,203 km²

## 隣接する県
- イサバル県
- サンタ・バルバラ県
- レンピーラ県
- オコテペケ県
- チキムラ県
- サカパ県

## 町
1. カバーニャス（Cabañas）
2. コンセプション（Concepción）
3. コパン・ルイナス
4. コルキン（Corquín）
5. ククジャグア（Cucuyagua）
6. ドローレス（Dolores）
7. ドゥルセ・ノンブレ（Dulce Nombre）
8. エル・パライーソ（El Paraíso）
9. フロリーダ（Florida）
10. ラ・ヒグア（La Jigua）
11. ラ・ウニオン（La Unión）
12. ヌエバ・アルカディア（Nueva Arcadia）
13. サン・アグスティン（San Agustín）
14. サン・アントーニオ（San Antonio）
15. サン・ヘロニモ（San Jerónimo）
16. サン・ホセ（San José）
17. サン・フアン・デ・オポーア（San Juan de Opoa）
18. サン・ニコラス（San Nicolás）
19. サン・ペドロ・デ・コパン（San Pedro de Copán）
20. サンタ・リタ（Santa Rita）
21. サンタ・ロサ・デ・コパン（Santa Rosa de Copán）
22. トリニダ・デ・コパン（Trinidad de Copán）
23. ベラクルス（Veracruz）